# Diary 001
Diary 001 (geralmente estilizado em caixa baixa) é o EP de estreia da cantora e compositora estadunidense Clairo. Foi lançado em 25 de maio de 2018, pela gravadora Fader. O EP foi anunciado em 27 de abril de 2018; o lançamento veio junto com a estreia do single "4Ever" (geralmente estiizado em caixa alta.

## Realização
Em 21 de maio de 2018, ao falar sobre a estreia do EP, Clairo comentou via seu perfil do Instagram as razões para ter nomeado o projeto de diary 001, explicando que "cada canção parece uma entrada de diário diferente, de uma época diferente".

## Lista de faixas
| N.º            | Título                          | Escritor(es)                                                               | Duração |  |
| 1.             | "Hello? (Ft. Rejjie Snow)"      | Cottrill                                                                   | 2:15    |  |
| 2.             | "Flaming Hot Cheetos"           | Cottrill                                                                   | 2:02    |  |
| 3.             | "B.O.M.D. (Ft. Danny L. Harle)" | Danny L. Harle Cottrill Isaac Burns                                        | 2:39    |  |
| 4.             | "4EVER"                         | Ashwin Torke Cottrill Cottrill Isaac Burns Deaton Chris Antony Eddie Burns | 2:39    |  |
| 5.             | "Pretty Girl"                   | Cottrill                                                                   | 2:59    |  |
| 6.             | "How (demo)"                    | Cottrill                                                                   | 2:07    |  |
| Duração total: | Duração total:                  | Duração total:                                                             | 14:43   |  |